# Robert Riskin
Robert Riskin (ur. 30 marca 1897 w Nowym Jorku; zm. 20 września 1955 w Los Angeles) – amerykański scenarzysta filmowy. Zdobywca Oscara za najlepszy scenariusz adaptowany do filmu Ich noce (1934) w reżyserii Franka Capry, którego był stałym współpracownikiem. Pięciokrotnie nominowany do Oscara, zawsze za scenariusze do filmów Capry: Arystokracja podziemi (1933), Ich noce (1934), Pan z milionami (1936), Cieszmy się życiem (1938), Przybywa narzeczony (1951).
Prywatnie od 1942 do swojej śmierci był mężem aktorki Fay Wray, znanej z roli głównej w filmie King Kong (1933). Para miała troje dzieci.